# Incydent na Wzgórzu 192
Incydent na Wzgórzu 192 – określenie odnoszące się do porwania, zbiorowego gwałtu i zamordowania młodej Wietnamki Phan Thi Mao przez amerykańskich żołnierzy 19 listopada 1966 r. podczas wojny w Wietnamie. Sprawa została nagłośniona dzięki Danielowi Langowi, który opisał ją w 1969 r. w artykule dla „The New Yorker”, a następnie w książce o tytule Incident on Hill 192.

## Tło
17 listopada 1966 r. sierżant David Edward Gervase i szeregowiec Steven Cabbot Thomas, żołnierze Kompanii C, 8 pułku kawalerii, 1 Dywizji Kawalerii USA rozmawiali z pozostałymi członkami oddziału – dwudziestodwuletnim Robertem M. Storeby oraz kuzynami Cipriano Garcia i Josephem Garcia – o planach porwania „ładnej dziewczyny” podczas misji zwiadowczej zaplanowanej na następny dzień. Według zeznań Storeby'ego, David E. Gervase miał twierdzić, że będzie to dobre dla morale oddziału.

## Wydarzenia
Około godziny piątej nad ranem następnego dnia, oddział wkroczył do wioski Cát Tường w dystrykcie Phú Mỹ. Tam porwali z jednego z domów dwudziestoletnią Phan Thi Mao. Dziewczyna została przez nich związana liną, zakneblowana i zabrana na dalszą służbę z żołnierzami.
Później, po rozbiciu obozu w opuszczonym baraku, czterech żołnierzy (oprócz Storeby'ego) na zmianę gwałciło Phan Thi Mao. Robert M. Storeby odmówił udziału w gwałcie. Następnego dnia, 19 listopada, z powodu obaw Gervase i Thomasa przed odkryciem przetrzymywanej kobiety, Thomas zabrał Mao w pobliskie zarośla i trzy razy dźgnął ją nożem myśliwskim. Nie poskutkowało to jednak śmiercią, ofiara próbowała uciekać. Została złapana przez Stevena Cabbota Thomasa i zastrzelona przez niego strzałami oddanymi z karabinu M16.

## Następstwa
Początkowo po zgłoszeniu przestępstwa przez Storeby'ego dowództwo nie podejmowało żadnych działań. Pomimo gróźb od żołnierzy, którzy dokonali zbrodni - Storeby nie poddał się i z uporem zgłaszał władzom co widział. Poskutkowało to w końcu sądem wojskowym dla sprawców porwania. Podczas procesu zamordowana dziewczyna została zidentyfikowana przez jej siostrę jako Phan Thi Mao.
Początkowo Steven C. Thomas został skazany w pierwszej instancji na dożywcie, jednak wyrok był zamieniany aż wyniósł osiem lat pozbawienia wolności z możliwością warunkowego zwolnienia po połowie tego okresu. Wyrok Gervase'a również został skrócony z dziesięciu lat do ośmiu, z możliwością zwolnienia po odbyciu połowy tego czasu. Wyrok Cipriano Garcii został skrócony do 22 miesięcy, a Joseph Garcia został uniewinniony po apelacji od pierwotnego wyroku skazującego go na piętnaście lat. Wszyscy sprawcy zostali niehonorowo wydaleni z wojska.
Storeby został honorowo zwolniony z wojska w kwietniu 1968 w wieku 24 lat. Zamieszkał z żoną w Minnesocie.

## Nagłośnienie
Sprawa została opisana przez dziennikarza Daniela Langa w 1969 r. w artykule Casualties of War w amerykańskim magazynie The New Yorker. W celu ochrony świadka dziennikarz zmienił jego personalia w artykule. W 1972 roku została wydana książka Langa o tytule Incident on Hill 192 opisująca zdarzenia.
W 1989 na podstawie zdarzeń opisanych przez Langa został nakręcony film pt.Ofiary wojny w reżyserii Briana De Palma.